# Ole Kirk Christiansen
Ole Kirk Christiansen (Filskov, 7 april 1891 – Billund, 11 maart 1958) was een Deens timmerman, de oprichter van de LEGO Group en uitvinder van de wereldberoemde Legostenen naar voorbeeld van Hilary Harry Fisher Page.

## Loopbaan
In 1916 kocht Christiansen een houtbewerkingsfabriek in Billund waarin hij huizen en meubels bouwde voor boeren in de omgeving. Zijn werkplaats brandde in 1924 af, nadat twee van zijn jongste zonen een aantal stukken hout in brand hadden gestoken. Hierop bouwde hij een grotere werkplaats. Tijdens de jaren van de Grote Depressie begon hij goedkope miniatuurversies van zijn meubels te maken, wat leidde tot de fabricage van houten speelgoed in 1932.
In 1934 noemde Christiansen zijn bedrijf "LEGO", afgeleid van het Deense zinsdeel leg godt wat "speel goed" betekende. In 1947 kregen Ole Kirk en zijn zoon Godtfred Kirk Christiansen enkele plastic bouwsteentjes in handen die waren gemaakt door het bedrijf Kiddicraft volgens een octrooi (1939) van de Brit Hilary Harry Fisher Page. Ole Kirk bracht deze speelgoedbouwsteentjes na enkele modificaties in 1949 onder de naam "Automatic Binding Bricks" op de markt. Om de verkoop te stimuleren bedachten ze een nieuw marketingformule door de Legostenen onderdeel te laten maken van een creatief speelproces.
Ole Kirk maakt nog net mee dat de hedendaagse Legosteen werd ontwikkeld, waarbij holle buisjes waren toegevoegd aan de onderkant van de steentjes. Christiansen overleed op 66-jarige leeftijd aan een hartaanval. Na zijn dood in 1958 nam zijn zoon Godtfred het familiebedrijf over.